# Codie Taylor
Codie Joshua Dane Taylor (Levin, 31 marzo 1991) è un rugbista a 15 neozelandese, tallonatore dei Crusaders in Super Rugby, campione del mondo nel 2015 con gli All Blacks.

## Biografia
Nativo di Levin, nell'Isola del Nord, Taylor si trasferì a Christchurch dopo la scuola per entrare nelle giovanili di Canterbury.
Formatosi nelle competizioni di National Provincial Championship ebbe saltuarie presenze in prima squadra nei Crusaders in Super Rugby finché nel 2015 l'allenatore della franchise Todd Blackadder lo promosse titolare in pianta stabile.
Alla fine del Super Rugby giunse anche il debutto negli All Blacks proprio a Christchurch nell'incontro di Championship 2015 contro l'Argentina, in cui segnò anche una meta che tuttavia venne annullata dall'arbitro Craig Joubert.
Con appena le tre presenze internazionali del Championship alle spalle fu convocato dal C.T. della Nazionale Steve Hansen tra i 31 prescelti per la Coppa del Mondo di rugby 2015 in Inghilterra, nel corso della quale fu impiegato nella fase a gironi contro la Namibia, in cui marcò una meta, e al termine della quale si laureò campione del mondo con il resto della squadra.

## Palmarès
- Coppe del mondo: 1
Nuova Zelanda: 2015
- Super Rugby: 5
Crusaders: 2017, 2018, 2019, 2022, 2023
- National Provincial Championship: 2
Canterbury: 2012, 2016
- Super Rugby Aotearoa: 2
Crusaders: 2020, 2021